# آغاسی ممدوف
آغاسی ممدوف (انگلیسی: Aghasi Mammadov؛ زادهٔ ۱ ژوئن ۱۹۸۰) از برندگان مدال‌های بازی‌های المپیک تابستانی و بوکسور اهل ترکیه است.